# Інструментальний підсилювач

Типова схема інструментального підсилювача

Інструментальний підсилювач  (англ. an instrumentation amplifier) — це тип диференціального підсилювача, до обох входів якого під’єднано буферні підсилювачі, які усувають потребу в узгодженні вхідного опору, і, отже, роблять підсилювач особливо підходящим для використання у вимірювальному та тестовому обладнанні. Додаткові характеристики включають дуже низьку вхідну напругу зсуву, низький рівень шуму, дуже високий коефіцієнт підсилення при розімкнутій петлі зворотнього зв’язку, дуже високий коефіцієнт послаблення синфазного сигналу, низький температурний дрейф та дуже високі вхідні імпеданси. Вимірювальні підсилювачі використовуються там, де потрібна висока точність і стабільність схеми.
Хоча схематично інструментальний підсилювач зазвичай зображується ідентичним стандартному операційному підсилювачу, по факту він майже завжди внутрішньо складається з 3-ох операційних підсилювачів. Буферні вхідні неінвертуючі  підсилювачі збільшують вхідний опір. А наступний каскад після них – це звичайний диференціальний інвертуючий підсилювач з високим коефіцієнтом подавлення синфазної завади. 
Типова схема інструментального підсилювача зображена на картинці. Коефіцієнт підсилення для цієї схеми рівний:
{\displaystyle A_{v}={\frac {V_{\text{out}}}{V_{2}-V_{1}}}=\left(1+{\frac {2R_{1}}{R_{\text{gain}}}}\right){\frac {R_{3}}{R_{2}}}.}
Інструментальні підсилювачі можуть бути побудовані з індивідуальних операційних підсилювачів і прецизійних резисторів, але, крім того вони доступні як готові мікросхеми від декількох виробників (в тому числі Texas Instruments, Analog Devices і Renesas Electronics). Мікросхеми інструментальних підсилювачів здебільшого містять точно підібрані резистори з лазерним підстроюванням і тому вони мають відмінне значення коефіцієнта подавлення синфазної завади.